# Silurichthys marmoratus
Silurichthys marmoratus är en fiskart som beskrevs av Ng och Ng, 1998. Silurichthys marmoratus ingår i släktet Silurichthys och familjen malfiskar. Inga underarter finns listade i Catalogue of Life.